# Немерово (Рязанская область)
Немерово — село в Скопинском районе Рязанской области, входит в состав Успенского сельского поселения.

## География
Село расположено в 7 км на север от центра поселения села Успенское и в 9 км на север от райцентра города Скопин.

## История

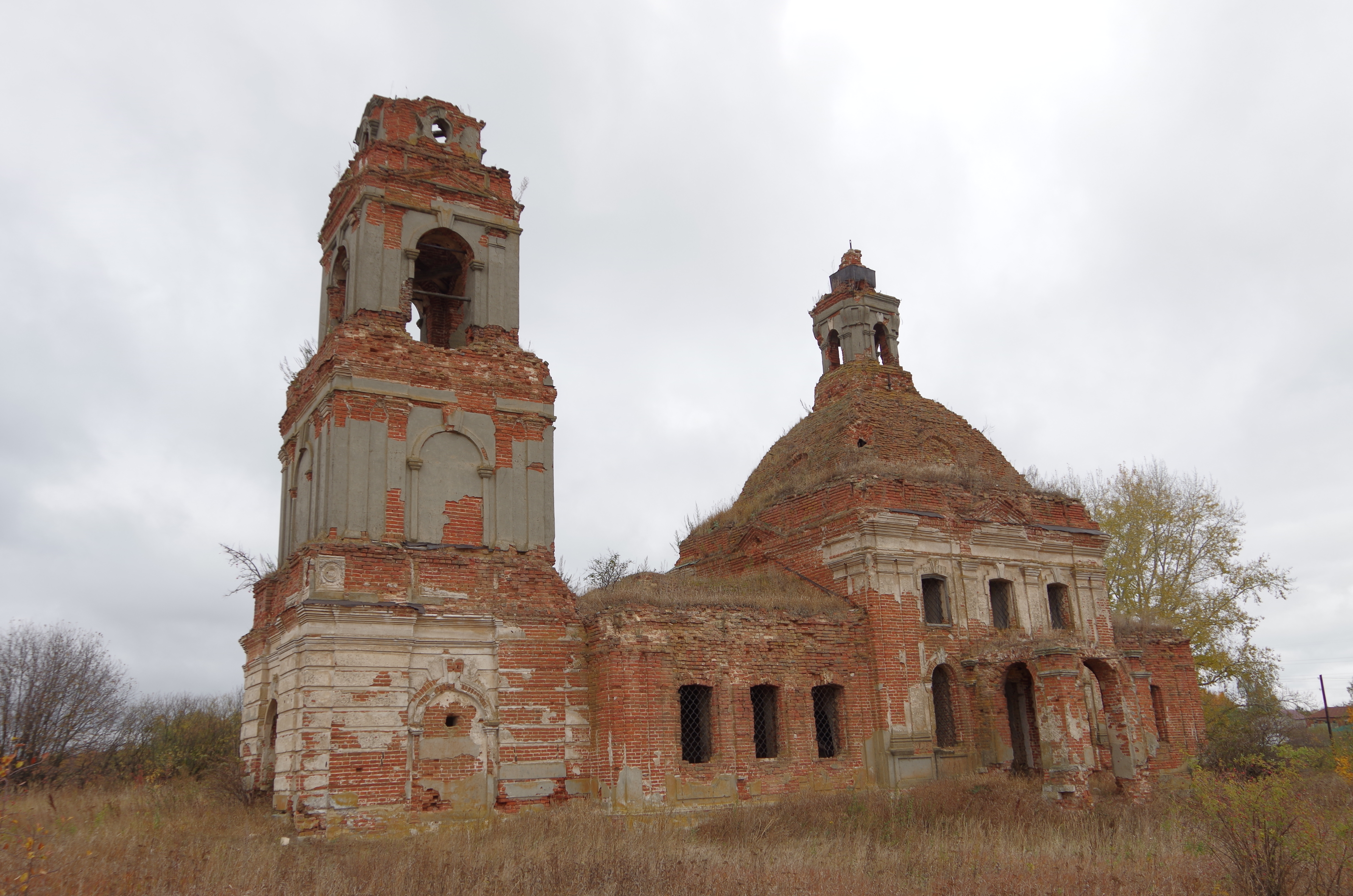
Церковь в Немерово

Вместо деревянной церкви, построенной в селе Немерове в 1700 году, помещиком Родионом Родионовым Кошелевым в 1750-х годах построена каменная Христорождественская церковь с Архангельским приделом. Церковной земли при ней состояло, со включением 34 десятин, перешедших в 1836 году от упраздненной церкви сельца Рождествина, 69 десятин 1180 кв. сажень.
В XIX — начале XX века село входило в состав Сергиевской волости Скопинского уезда Рязанской губернии. В 1906 году в селе было 115 дворов.
С 1929 года село входило в состав Рождественского сельсовета Скопинского района Рязанского округа Московской области, с 1937 года — в составе Рязанской области, с 2005 года — в составе Успенского сельского поселения.

## Население
| 1859 | 1897 | 1906 | 2010 |
| ---- | ---- | ---- | ---- |
| 388  | ↗614 | ↘530 | ↘71  |

## Достопримечательности
В селе расположена недействующая церковь Рождества Христова (Михаила Архангела) (1750)